# کالپ کریک (اورگن)
کالپ کریک (به انگلیسی: Culp Creek) یک منطقهٔ مسکونی در ایالات متحده آمریکا است که در شهرستان لین، اورگن واقع شده‌است. کالپ کریک ۲۹۲٫۹۲ متر بالاتر از سطح دریا واقع شده‌است.